# ستاره صحرا
ستاره صحرا فیلمی به کارگردانی عزیزاله رفیعی و نویسندگی عباس کسایی محصول سال ۱۳۴۳ است.

## خلاصه داستان
فرامرز مهندس  جوانی است که برای آموزش  کشاورزی به روستایی می‌رود و اهالی را به مشارکت در آبادانی روستا تشویق می‌کند ...

## بازیگران
- شهین
- محمد متوسلانی
- احمد قدکچیان
- عباس منتجم شیرازی
- رضا بیک ایمانوردی
- اکبر جنتی شیرازی
- طاهره غفاری
- سیمین علی‌زاده
- ریحانه
- علی باباخانی
- مازیار بازیاران
- فیروز
- امیلیا
- سوسن مهاجر
- گیتی